# Михайловцы (Мурованокуриловецкий район)
Миха́йловцы (укр. Михайлівці) — село на Украине, находится в Мурованокуриловецком районе Винницкой области.
Код КОАТУУ — 0522884201. Население по переписи 2001 года составляет 1270 человек. Почтовый индекс — 23411. Телефонный код — 4356.
Занимает площадь 3,276 км².
По состоянию на 2022 год, в селе работает 2 магазина, аптека,  школа, училище (Усадьба Собанских).

## Религия
В селе действует храм Рождества Пресвятой Богородицы Мурованокуриловецкого благочиния Могилёв-Подольской епархии Украинской православной церкви.

## Адрес местного совета
23411, Винницкая область, Мурованокуриловецкий р-н, с. Михайловцы, ул. Ленина, 37